# Qinglong (häradshuvudort i Kina, Guizhou Sheng, lat 28,26, long 108,11)
Qinglong (kinesiska: 青龙, 德江县) är en häradshuvudort i Kina. Den ligger i provinsen Guizhou, i den sydvästra delen av landet, omkring 230 kilometer nordost om provinshuvudstaden Guiyang. Antalet invånare är 367 920. Befolkningen består av 182 091 kvinnor och 185 829 män. Barn under 15 år utgör 30 %, vuxna 15-64 år 60 %, och äldre över 65 år 9,0 %.